# Курпфальц-Бавария
Курпфальц-Бавария, Пфальц-Бавария (нем. Kurpfalz-Bayern, нем. Pfalz-Baiern) — существовавшее с 1777 г. по 1806 г. государство в составе Священной Римской империи, состоявшее из Курпфальца и Баварского курфюршества.

## История

### При Карле Теодоре
Объединение отдельных государств под властью курфюрста Пфальца Карла Теодора произошло в результате заключенных Виттельсбахами после смерти курфюрста Баварии Максимилиана III в конце декабря 1777 г. Уже 22 сентября 1766 г. Максимилиан и Карл Теодор подписали соглашение, по которому Бавария и Пфальц впервые рассматривались как единое неделимое владение. В 1771 г. было решено, что Бавария и Пфальц в целом должны принадлежать соответствующему главе одной из сохранившихся линий Виттельсбахского дома.
В 1778 г., вскоре после смерти баварского курфюрста, разразилась война за баварское наследство. Император Священной Римской империи и правитель Австрии Иосиф II предъявил претензии на Нижнюю Баварию и Верхний Пфальц и достиг соглашения с Карлом Теодором. Война императора с Пруссией прошла в основном бескровно и закончилась Тешенским миром 1779 года, когда Иннфиртель был передан Австрии.
В 1785 г. Карл Теодор попытался передать Баварию Габсбургам в обмен на Австрийские Нидерланды, но снова потерпел неудачу из-за сопротивления Пруссии и созаднного ею Союза князей. Если бы попытка обмена была успешной, Бавария вошла-бы в состав Габсбургского домена и на левом берегу Рейна со столицей в Брюсселе возродилось-бы Бургундское королевство.
После этого произошла некоторая унификация администрации в курфюршестве Пфальц-Бавария: резиденция Карла Теодора была перенесена из Мангейма в Мюнхен ещё в 1778 г., были объединены войска двух государств. Бенджамин Томпсон Румфорд реформировал армию и инициировал социальные реформы, за свои труды получил титул имперского графа.
С начала французских революционных и наполеоновских войн территория Пфальца-Баварии претерпела значительные территориальные изменения: в ходе войны Первой коалиции были утрачены все территории на левом берегу Рейна, Бавария лишилась герцогства Юлих и западной части Пфальца.

### При Максимилиане Иосифе
В 1799 году Карл Теодор скончался, не оставив законного потомка. В результате все государства Виттельсбахов воссоединились под властью курфюрста Максимилиана, хотя само герцогство Пфальц-Цвайбрюккен было оккупировано французами. По Люневильскому миру империя официально признала уступки Франции в 1801 г., однако император Франц II уже отказался от Рейнской области по Кампо-Формийскому миру 1797 г. Под руководством министра Максимилиана фон Монжела начались кардинальные реформы. 25 января 1802 г. была учреждена монастырская комиссия, положившая начало секуляризации.
В качестве компенсации за территориальные потери в районе Рейна Бавария смогла значительно расширить свою территорию в ходе медиатизации и секуляризации по заключительному постановлению имперской депутации 1803 года (княжества-епископства Бамберг и Вюрцбург, аббатство Кемптен, Ульм, Нёрдлинген, Аугсбург). История Курпфальца-Баварии закончилась с передачей курфюршеству Баден оставшихся территорий Правого Рейна (Гейдельберг и Мангейм).
Максимилиан Йосиф оставил герцогство Берг своему зятю Вильгельму в качестве апонажа 30 ноября 1803 г., но сохранил суверенитет над ним. В 1805/1806 годах он передал Пруссии герцогство Берг с Дюссельдорфом в обмен на княжество Ансбах-Байрейт. Наполеон в тот же день передал суверенитет над герцогствами Берг и Клеве своему зятю Иоахиму Мюрату.
Возрождение Баварии обеспечили заключённые в 1805 г. Богенхаузенский договор о союзе с Францией, договор в Брно и Пресбургский мир, после которых в январе 1806 г. было провозглашено королевство Бавария. Формальный выход из Священной Римской империи с отказом от прав курфюрста состоялся в июле 1806 г. с принятием Акта о создании Рейнского союза, ведущим членом которого стала Бавария. После окончания освободительной войны в Германии большая часть левобережного Пфальца была возвращена Баварии по Мюнхенскому договору, в том числе большая часть Пфальца-Цвайбрюккена, но попытки вернуть правобережный Пфальц от Бадена не осуществились.
| Административное деление Курпфальца                  | | |  |
| Городские амты 1 Франкенталь 2 Мангейм 3 Гейдельберг | Оберамты на левом берегу Рейна 4 Альцай 5 Бахарах 6 Гермерсхайм 7 Кройцнах 8 Нойштадт 9 Лаутерн 10 Лаутерэккен 11 Оппенхайм 12 Зиммерн 13 Штромберг 14 Фельденц | Оберамты на правом берегу Рейна 15 Боксберг 16 Бреттен 17 Гейдельберг 18 Ладенбург 19 Линденфельс 20 Мосбах 21 Отцберг 22 Умштадт (кондоминиум с Гессен-Дармштадтом) |  |